# Karakuyu (Saimbeyli)
Karakuyu (türkisch für schwarzer Brunnen/Schacht) ist ein Ortsteil (Mahalle) im Landkreis Saimbeyli der türkischen Provinz Adana mit 896 Einwohnern (Stand: Ende 2024). Im Jahr 2011 zählte Karakuyu 1.596 Einwohner.